# Intercapedine
L'intercapedine, in edilizia, è uno spazio vuoto, compreso tra due elementi verticali (muro) o orizzontali (tetto) di un edificio, non abbastanza grande da essere abitabile e utilizzato per scopi tecnici o strutturali.
Esistono diversi tipi di intercapedine, ciascuno dei quali assolve a scopi diversi.

## Aerazione
Anzitutto, occorre distinguere tra due grandi famiglie di intercapedini: quelle ventilate e quelle chiuse. L'intercapedine chiusa non ha contatto diretto con l'aria esterna: l'aria ristagna all'interno dello spazio senza mescolarsi con l'aria esterna.
L'intercapedine ventilata, invece, ha un contatto diretto con l'esterno che permette il rimescolarsi dell'aria dell'intercapedine con quella esterna (o con quella dell'ambiente).
Entrambe queste categorie trovano applicazione nell'edilizia.

## Intercapedine muraria
Detta anche semplicemente camera d'aria, è uno spazio d'aria interposto tra due pareti verticali parallele. Il suo scopo principale è incrementare la coibenza termica della tamponatura esterna ovvero aumentare l'isolamento acustico di una tamponatura o di un tramezzo. Creare uno strato d'aria chiuso (intercapedine chiusa) è il modo più economico per opporre una barriera alla trasmissione del calore da un ambiente abitativo all'altro (o dall'esterno all'interno), ma bisogna rispettare delle regole: anzitutto, la distanza tra le pareti verticali non deve essere maggiore di 4÷5 cm, altrimenti all'interno dell'intercapedine si creano dei moti convettivi che velocizzano lo scambio termico tra le due pareti, rendendo di fatto inutile l'esistenza stessa dell'intercapedine. Intercapedini chiuse molto ampie trasmettono molto bene l'umidità, mentre le intercapedini larghe circa 2 cm offrono, in assoluto, anche rispetto a quelle più larghe, il migliore isolamento termico (è la massima distanza alla quale non si produce alcuno spostamento d'aria dovuto a differenze di temperatura tra le superfici dell'intercapedine).

### Intercapedine ventilata
L'intercapedine muraria può essere anche ventilata, ma, in questo caso, perde completamente la funzione di isolamento termico (in buona parte anche quello acustico) a vantaggio della capacità di eliminare la trasmissione di umidità da una parete all'altra: si usa, infatti, per proteggere i locali interni dall'umidità proveniente dai muri contro terra. Per espletare la sua funzione necessita di uno o più punti di entrata per l'aria e di uno o più fori di uscita, in modo tale che ci sia un continuo flusso in entrata ed uscita.

#### Facciata ventilata
Altro utilizzo molto in voga è realizzare un'intercapedine ventilata per proteggere dall'irraggiamento solare: un muro esterno esposto al sole si scalda tantissimo, e potrebbe trasmettere quest'energia all'interno dell'edificio. Realizzare una grande intercapedine ventilata evita che il calore si propaghi fino all'interno: questa tecnica prende il nome di facciata ventilata, ma è, a tutti gli effetti, una tamponatura con un'intercapedine ventilata.

## Intercapedine tecnologica
Detto anche cavedio tecnico, è uno spazio accessibile (può anche essere accessibile con difficoltà) in genere necessario per raggiungere degli spazi tecnici altrimenti inaccessibili perché interrati. Può anche essere un tunnel che ospita degli impianti tecnologici (tubature dell'acqua, del gas, elettriche, ecc.) in genere relativi ad un singolo fabbricato.
Viene utilizzata anche per proteggere dall'umidità i locali interrati: realizzando un'intercapedine ventilata, anche molto ampia, che separa un muro contro terra dal muro dello spazio interno del fabbricato si evita il propagarsi dell'umidità del terreno. Se poi questa ospitasse degli elementi tecnologici prenderebbe il nome di intercapedine tecnologica o camera ventilata.

## Intercapedini orizzontali
Esistono anche intercapedini orizzontali che possono avere le stesse funzioni delle intercapedini verticali: i sottotetti, se ventilati, servono spesso ad evitare la trasmissione dell'energia solare ai locali dell'ultimo piano, oppure possono servire per il passaggio di tubature necessarie al funzionamento del fabbricato.
In genere, è buona norma realizzare un'intercapedine per proteggere il pavimento del piano più basso del fabbricato dall'umidità, se questo poggia sul terreno. In questo caso però si realizza un vespaio, che è una struttura concettualmente differente dall'intercapedine.

## Isolamento mediante insufflaggio
L'insufflaggio (o insufflazione) di materiale isolante è una pratica diffusasi prima in Europa del nord ed America del nord, che da diversi anni è arrivata anche in Italia. Prevede di riempire le intercapedini con materiale isolante "sfuso". Questo viene fatto in quanto, come detto prima, non sempre la presenza di intercapedine è ottimale per l'edificio. 
Sono vari i tipi di materiali e le soluzioni adottabili. Tra le tipologie di materiale più adottate in Italia troviamo poliuretano espanso, fibra di cellulosa, lana di vetro in fiocchi, EPS con grafite, vermiculite (un po' in disuso), fibre di legno, sughero granulare. Tali soluzioni differiscono per prestazioni e costi, rendendo necessario uno studio appropriato (caso per caso) prima di procedere con una scelta.